# Sophia Adriana de Bruijn

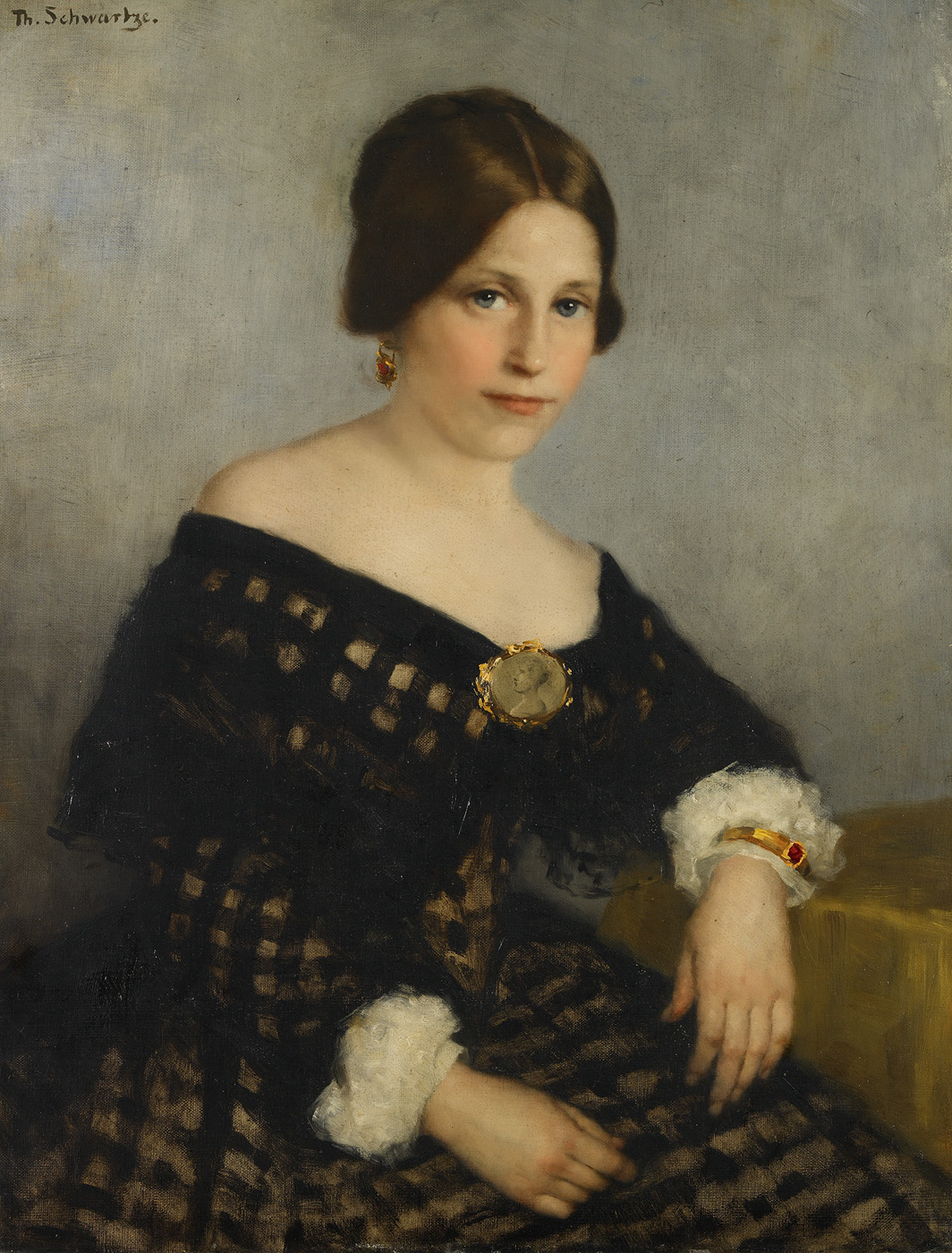
Thérèse Schwartze: Sophia Adriana de Bruijn (1816–1890)

Sophia Adriana de Bruijn, verheiratete Sophia Adriana Lopez Suasso-de Bruijn  (* 21. Januar 1816 in Amsterdam; † 4. März 1890 ebenda), war eine niederländische Kunstsammlerin, Mäzenatin und Museumsgründerin.

## Leben und Werk
Sophia Adriana de Bruijn wurde 1816 als Tochter einer wohlhabenden, aus Südholland stammenden Familie in Amsterdam geboren.
Während ihres Lebens baute sie eine große Sammlung von Schmuck, Kleidung, Gemälden, Münzen, Uhren, Bronzen, Antiquitäten und Kuriositäten auf. 1860 vermählte sie sich in England mit dem niederländischen Adligen Augustus Pieter Lopez Suasso, den sie bereits 1841 kennengelernt hatte und den sie erst nach dem Tod des Schwiegervaters Diego Lopez Suasso heiraten konnte.
Der Ehemann war Mitglied der portugiesisch-jüdischen Gemeinde in Amsterdam und konvertierte zum Katholizismus, um sie heiraten zu können. Das vermögende, kinderlose Ehepaar reiste viel durch Europa, u. a. durch England, Frankreich, Italien, Griechenland, die Türkei und Russland. Von den Reisen brachten sie zahlreiche Kunstschätze mit. Sophia Adriana de Brujn spezialisierte sich auf die Sammlung und die Dokumentation von Silberschmuck, Uhren und Silberschatullen, die sie in großen Schränken und Vitrinen in ihrem Haus in Amsterdam aufbewahrte. Ihr Lieferant für außergewöhnlichen und ausgefallenen Schmuck war der Juwelier H. Martens am Rokin.
Nach dem Tod ihres Ehemanns im Jahr 1877 setzte sie die Sammeltätigkeit mit Hilfe der finanziellen Möglichkeiten aus dem Erbe fort. Am 1. Juli 1887 erwarb sie für 25.000 Gulden das gesamte Inventar des Museums Het Broekerhuis, das sich am Amstelveenseweg befand. Sie ließ große Möbelstücke aus diesem Museum in ein leeres Gebäude an der Nieuwe Herengracht 43 überführen, das nach ihrem Tod zu einem Alterssitz von Frauen unterschiedlicher Konfession ausgebaut werden sollte. Kleinere Stücke aus dem Broekerhuis wurden in das Haus am Kloveniersburgwal 76 gebracht.

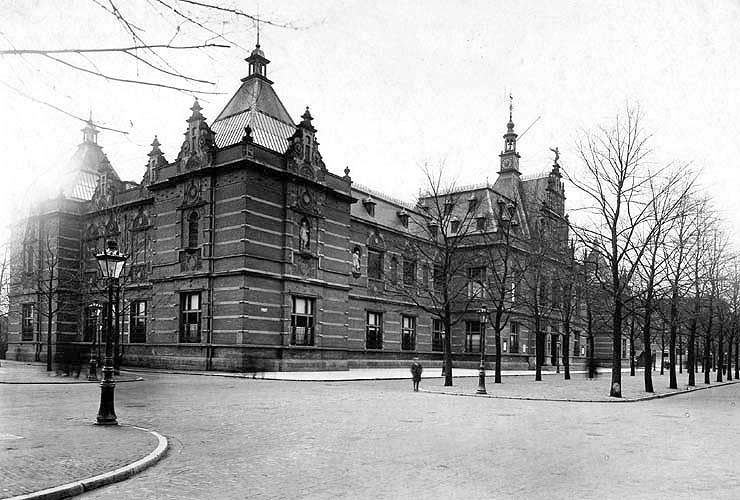
Stedelijk (Suasso-)Museum in Amsterdam

Die Kunstschätze und ihr Wohnhaus, das sie testamentarisch der Stadt Amsterdam überließ, bildeten später den Grundstock für das (Suasso-) Stedelijk Museum. Ihr verstorbener Ehemann hatte  bereits seine Münzsammlung der Stadt vermacht. In ihrem Testament legte Sophia Lopez Suasso fest, dass ihre Kunst- und Schmucksammlung in ihrem Wohnhaus am Kloveniersburgwal öffentlich ausgestellt werden soll. Neben Kunstschätzen vererbte sie der Stadt auch eine umfangreiche Kleidersammlung mit 70 Damen- und Herrengewändern, 35 Hüten, 80 Paar Schuhen sowie 200 Modeaccessoires. Da das Haus nur unzureichend für den Publikumsverkehr geeignet war, beschloss die Stadt Amsterdam, mit dem Erbe und einer Zustiftung durch die Familie van Eeghen ein neues Museum zu errichten. Das Suasso-Stedelijk-Museum wurde am 14. September 1895 eröffnet. Neben der Sammlung der Stifterin, die zunächst in vier Räumen gezeigt wurde, wurde auch das Interieur von abgerissenen Grachtenhäusern in das neue Museum integriert. Später wurde auch moderne Kunst, die im Rijksmuseum keine Aufnahme fand, wie etwa die van Gogh-Gemälde, im (Suasso-)Stedelijk Museum gezeigt.
Im Jahr 1901 äußerte sich der Kurator des Stedelijk Museums, Jan Eduard van Someren Brand, abfällig über die Qualität der 3900 Objekte umfassenden Sammlung. Neben der fehlenden Systematik kritisierte er den künstlerischen Sachverstand der Stifterin. Das von ihr angekaufte Interieur des Broekerhuis soll nach seiner Meinung eine Fälschung darstellen.

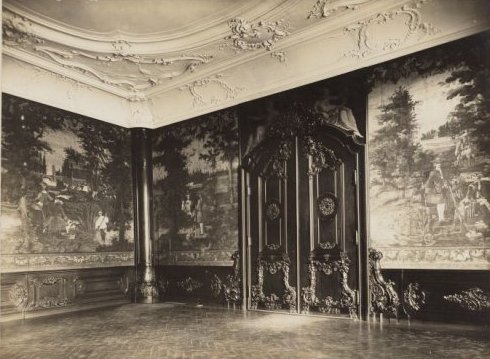
Mahagoni-Zimmer aus dem Suasso-Museum, heute im Rijksmuseum

1971 wurde beschlossen, die historischen Räume und die Lopez-Suasso-Sammlung vorübergehend auszulagern, bis man geeignete Räume findet, die Sammlung zu präsentieren. Einzelne Teile wie ein mit Mahagoni vertäfelter Raum aus dem Jahr 1748 wurden in das Rijksmuseum eingebaut.
Die umfangreiche Sammlung wurde von der Sophia Augusta Stiftung aufbewahrt und im Amsterdam Museum verwaltet. Heute bewertet man die einzigartige Sammlung unter historischen Gesichtspunkten wesentlich positiver. Jedoch wurde bisher kein Weg gefunden, die Sammlung öffentlich zu zeigen. Gelegentlich, wenn das Stedelijk Museum einen Jahrestag feierlich begeht, wird an die Stifter und Gründer des Museums erinnert.
Im Jahr 2018 wurde ein Teil der umfangreichen Schmuck- und Uhrensammlung von Sophia Lopez Suasso im Cromhouthuis in Amsterdam ausgestellt.